# Middag (tidspunkt)
 For alternative betydninger, se Middag. (Se også artikler, som begynder med Middag)
Middag er det tidspunkt hvor Solen står højst på himlen eller mindst mulig under horisonten i løbet af et døgn - hvilket er ækvivalent med klokkeslættet ca. 12:00:00 ved normaltid - og ca. 13:00:00 ved sommertid. Det eksakte tidspunkt hvor Solen står højst varierer op til ca. 17 minutter før eller efter det angivne klokkeslæt i løbet af et år. Middag er døgnets modsætning til midnat.
Grunden til klokkeslætsvariationen af det eksakte tidspunkt hvor Solen står højst skyldes, at jordens kredsløb om Solen, ikke er eksakt cirkulær. Herudover anvendes i dag ikke solure til at definere døgnets 24 timer. Hvis man gjorde det, ville både døgnvarighed (kaldet soldag), timer, sekunder skulle have varieret deres eksakte tider gennem året. (uddybende Kalender#Kalenderproblemer)